# Fronsburger Bründl
Fronsburger Bründl är en källa i Österrike.   Den ligger i förbundslandet Niederösterreich, i den nordöstra delen av landet, 80 km nordväst om huvudstaden Wien. Fronsburger Bründl ligger 390 meter över havet.
Terrängen runt Fronsburger Bründl är huvudsakligen platt, men åt sydost är den kuperad. Fronsburger Bründl ligger nere i en dal. Närmaste större samhälle är Retz, 12,3 km sydost om Fronsburger Bründl. 
Trakten runt Fronsburger Bründl består till största delen av jordbruksmark. Runt Fronsburger Bründl är det ganska glesbefolkat, med 48 invånare per kvadratkilometer.